# Complex de llançament 1 de Rocket Lab
Rocket Lab Launch Complex 1 (Complex de llançament 1 de Rocket Lab o Port espacial de Mahia) és un port espacial comercial que es troba prop d'Ahuriri Point a la punta sud de la península de Mahia, a la costa est de l'Illa del Nord de Nova Zelanda. És propietat i està operada per l'empresa de vol espacial privat Rocket Lab i recolza els llançaments del coet Electron de la companyia per situar nanosatèl·lits CubeSats a l'òrbita. Les instal·lacions es van inaugurar oficialment el 26 de setembre de 2016 (UTC) i van tenir el primer llançament el 25 de maig de 2017.